# Seznam premiérů Srí Lanky

Znak Srí Lanky

Toto je Seznam premiérů Srí Lanky. Od vytvoření funkce v roce 1947, před nezávislostí Cejlonu, bylo na Srí Lance patnáct premiérů. Cejlonský premiér byl v čele vlády až do roku 1972. V roce 1972 byla země přejmenována na Svobodnou, suverénní a nezávislou republiku Srí Lanka a tato pozice byla od té doby známá jako předseda vlády Srí Lanky. Předseda vlády také zastával jednotné ministerstvo zahraničních věcí a obrany až do roku 1977, kdy vláda J. R. Jajevardena upravila dvě ministerstva, tvořící ministerstvo obrany a ministerstvo zahraničních věcí.
V roce 1978, poté, co se Jajevardene stal prezidentem, byly zavedeny nové ústavní změny. Byla zavedena funkce výkonného prezidenta, což mělo za následek omezení pravomocí předsedy vlády. Prezident se stal hlavou státu a výkonným ředitelem, a z premiéra se stala chatrná hlava vlády.
Podle současné ústavy Srí Lanky je premiér vůdcem kabinetu a také funguje jako zástupce prezidenta. V případě, že prezident zemře v úřadu, předseda vlády se stává úřadujícím prezidentem, dokud se nesvolá parlament k volbě nástupce, nebo se mohou konat nové volby k volbě nového prezidenta. Stalo se tak v roce 1993, kdy byl zavražděn prezident Ranasinghe Premadasa a premiér Dingiri Banda Vidžetunge se ujal úřadu prezidenta.
Dne 28. dubna 2015 schválil parlament 19. dodatek ústavy Srí Lanky, který dává vládu předsedovi vlády, zatímco prezident zůstává hlavou státu, předsedou kabinetu a vrchním velitelem.
Ze čtrnácti premiérů, kteří zastávali úřad od zavedení funkce v roce 1947, jeden zastával úřad čtyřikrát, dva třikrát a dva dvakrát. Šest premiérů se stalo prezidentem země.
Ranil Vikremesinghe složil přísahu jako předseda vlády nejvícekrát v historii země, a to šestkrát (květen 1993, prosinec 2001, leden 2015, srpen 2015, prosinec 2018 a květen 2022), zatímco Dudlej Šelton Senanajaka a Sirimavo Bandaranajakeová byli jmenováni třikrát. Mahinda Radžapaksa je jediným premiérem, který byl Nejvyšším soudem zbaven funkce, tak se stal prvním de facto premiérem Srí Lanky v roce 2018.

## Seznam
| Č. | Č. | Portrét | Jméno (narození–úmrtí) Volební obvod/Titul                                                             | Nástup do úřadu    | Konec v úřadu      | Volby  | Ostatní ministerské funkce zastávány v době, kdy byl předseda vlády                                        | Politická strana            | Vláda                     |
| --- | -- | ------- | --- | ------------------ | ------------------ | ------ | --- | --------------------------- | ------------------------- |
| | 1  |         | Don Stephen Senanajake දොන් ස්ටීවන් සේනානායක டான் ஸ்டீபன் சேனாநாயக்க (1883–1952) Mirigama                               | 24. září 1947      | 22. března 1952    | 1947   | Ministr zahraničních věcí a obrany                                                                         | Sjednocená národní strana   | D. S. Senanajake          |
| První premiér Cejlonu. Země získala nezávislost na Spojeném království během jeho funkčního období. |    |         | |                    |                    |        | |                             |                           |
| | 2  |         | Dudlej Senanajake ඩඩ්ලි ෂෙල්ටන් සෙනානායක டட்லி சேனநாயக்கா (1911–1973) Dedigama                                       | 26. března 1952    | 12. října 1953     | 1952   | Ministr zahraničních věcí a obrany Ministr zemědělství a půdy Ministr zdravotnictví a místní samosprávy    | Sjednocená národní strana   | Dudlej Senanajake I.      |
| Jmenován předsedou vlády po smrti svého otce, D. S. Senanajake. Jeho strana zvítězila ve všeobecných volbách konaných v červnu 1952 a on pokračoval v úřadu bez opětovného jmenování. Dudley Senanayake rezignoval v roce 1953. |    |         | |                    |                    |        | |                             |                           |
| | 3  |         | Sir John Kotelavala ශ්‍රිමත් ජෝන් කොතලාවල சேர் ஜோன் கொத்தலாவலை (1897–1980) Dodangaslanda                                | 12. října 1953     | 12. dubna 1956     | –      | Ministr zahraničních věcí a obrany Ministr dopravy a prací                                                 | Sjednocená národní strana   | Kotelavala                |
| Srí Lanka vstoupila do Organizace spojených národů pod vedením Kotelavaly. |    |         | |                    |                    |        | |                             |                           |
| | 4  |         | Solomon Bandaranaike සොලමන් වෙස්ට් රිජ්වේ ඩයස් බණ්ඩාරනායක சாலமன் வெஸ்ட் ரிட்ஜ்வே டயஸ் பண்டாரநாயக்கா (1899–1959) Attanagalla       | 12. dubna 1956     | 26. září 1959†     | 1956   | Ministr zahraničních věcí a obrany                                                                         | Strana svobody na Srí Lance | S. W. R. D. Bandaranaike  |
| Bandaranaike změnil oficiální jazyk země z angličtiny na sinhálštinu. Před skončením funkčního období byl zavražděn. |    |         | |                    |                    |        | |                             |                           |
| | 5  |         | Vijejananda Dahanajake විජයානන්ද දහනායක விஜயானந்த தகநாயக்கா (1902–1997) Galle                                    | 26. září 1959      | 20. března 1960    | –      | Ministr zahraničních věcí a obrany                                                                         | Strana svobody na Srí Lance | Dahanajake                |
| Dahanajake byl jmenován po atentátu na Bandaranaikeho. Po neshodách se členy své vlády a strany byl ale nucen parlament rozpustit. |    |         | |                    |                    |        | |                             |                           |
| | 2  |         | Dudlej Senanajake ඩඩ්ලි ෂෙල්ටන් සෙනානායක டட்லி சேனநாயக்கா (1911–1973) Dedigama                                       | 21. března 1960    | 21. července 1960  | 3/1960 | Ministr zahraničních věcí a obrany                                                                         | Sjednocená národní strana   | Dudlej Senanajake II.     |
| Senanajakeova vláda byla po jednom měsíci poražena. Senanayake nadále sloužil jako předseda vlády až do 21. července 1960. |    |         | |                    |                    |        | |                             |                           |
| | 6  |         | Sirimavo Bandaranaikeová සිරිමාවො රත්වත්තේ ඩයස් බණ්ඩාරනායක சிறிமா ரத்வத்தே டயஸ் பண்டாரநாயக்கே (1916–2000)                     | 21. července 1960  | 25. března 1965    | 7/1960 | Ministr zahraničních věcí a obrany                                                                         | Strana svobody na Srí Lance | Sirimavo Bandaranaike I.  |
| Sirimavo Bandaranaikeová byla první premiérkou na světě. V době jmenování nebyla členkou parlamentu a dne 2. srpna 1960 byla jmenována do Senátu. |    |         | |                    |                    |        | |                             |                           |
| | 2  |         | Dudlej Senanajake ඩඩ්ලි ෂෙල්ටන් සෙනානායක டட்லி சேனநாயக்கா (1911–1973) Dedigama                                       | 25. března 1965    | 29. května 1970    | 1965   | Ministr zahraničních věcí a obrany                                                                         | Sjednocená národní strana   | Dudley Senanayake III.    |
| Senanajake byl zvolen premiérem potřetí, když jeho strana sestavila vládu s pomocí šesti dalších stran po volbách, které žádné straně nedaly jasnou většinu. Během jeho funkčního období mělo vysokou prioritu zemědělství. |    |         | |                    |                    |        | |                             |                           |
| | 6  |         | Sirimavo Bandaranaikeová සිරිමාවො රත්වත්තේ ඩයස් බණ්ඩාරනායක சிறிமா ரத்வத்தே டயஸ் பண்டாரநாயக்கே (1916–2000) Attanagalla         | 29. května 1970    | 23. července 1977  | 1970   | Ministr zahraničních věcí a obrany Ministr pro plánování a zaměstnanost                                    | Strana svobody na Srí Lance | Sirimavo Bandaranaike II. |
| Sirimavo Bandaranaikeová prohlásila zemi za republiku a její název byl změněn z Cejlonu na Srí Lanku. Znárodnila mnoho společností v sektoru plantáží a uvalila omezení na několik dovozů. To vedlo k pádu ekonomiky země a ve všeobecných volbách v roce 1977 byla poražena s obviněním z korupce, která později vedla k jejímu vyloučení z parlamentu.                      |    |         | |                    |                    |        | |                             |                           |
| | 7  |         | Junius Richard Džajevardene ජුනියස් රිචඩ් ජයවර්ධන சஜூனியஸ் ரிச்சட் ஜயவர்தனா (1906–1996) Colombo West                 | 23. července 1977  | 4. února 1978      | 1977   | Ministr obrany Ministr plánování a hospodářství Ministr pro realizaci plánu                                | Sjednocená národní strana   | Jajevardene               |
| V roce 1978 zavedl výkonné předsednictvo a stal se prezidentem. |    |         | |                    |                    |        | |                             |                           |
| | 8  |         | Ranasinghe Premadasa රණසිංහ ප්‍රේමදාස ரணசிங்க பிரேமதாசா (1924–1993) Colombo Central                                 | 6. února 1978      | 2. ledna 1989      | –      | Ministr místní správy, bydlení a výstavby                                                                  | Sjednocená národní strana   | Jayewardene               |
| Byl prvním premiérem, který byl jmenován po ústavních změnách v roce 1978, přičemž pravomoci této pozice byly výrazně omezeny. |    |         | |                    |                    |        | |                             |                           |
| | 9  |         | Dingiri Banda Vidžetunga ඩිංගිරි බණ්ඩා විජේතුංග டிங்கிரி பண்ட விஜேதுங்க (1916–2008) Kandy                                 | 6. března 1989     | 7. května 1993     | 1989   | Ministr financí Ministr práce a odborného vzdělávání                                                       | Sjednocená národní strana   | Premadasa                 |
| Byl jmenován v překvapivém kroku prezident Ranasinghe Premadasa. Sám Wijetunge reagoval na schůzku překvapeně. Dne 28. března 1990 odstoupil z funkce, ale o dva dny později, 30. března 1990, byl znovu jmenován. |    |         | |                    |                    |        | |                             |                           |
| | 10 |         | Ranil Vikremesinghe රනිල් වික්‍රමසිංහ ரணில் விக்ரமசிங்க (1949–) Gampaha                                              | 7. května 1993     | 19. srpna 1994     | –      | žádné | Sjednocená národní strana   | Vidžetunga                |
| Jmenován předsedou vlády když byl Wijetunge jmenován prezidentem Srí Lanky po zavraždění bývalého prezidenta Ranasingeho Premadasyho. |    |         | |                    |                    |        | |                             |                           |
| | 11 |         | Čandrika Kumaratungaová චන්ද්‍රිකා බණ්ඩාරනායක කුමාරතුංග சசந்திரிகா பண்டாரநாயக்கே குமாரதுங்கா (1945–2000) Gampaha                  | 19. srpna 1994     | 12. listopadu 1994 | 1994   | žádné | Strana svobody na Srí Lance | Vidžetunga                |
| Krátce působila jako předseda vlády Srí Lanky, než se zúčastnila prezidentských voleb v roce 1994 a byla zvolena prezidentkou. |    |         | |                    |                    |        | |                             |                           |
| | 6  |         | Sirimavo Bandaranaikeová සිරිමාවො රත්වත්තේ ඩයස් බණ්ඩාරනායක சிறிமா ரத்வத்தே டயஸ் பண்டாரநாயக்கே (1916–2000) Národní list        | 14. listopadu 1994 | 9. srpna 2000      | –      | žádné | Strana svobody na Srí Lance | Kumaratunga               |
| Sirimavo Bandaranaikeová byla jmenována předsedou vlády, když byla Chandrika Kumaratungová jmenována prezidentkou Srí Lanky. V roce 2000 rezignovala. |    |         | |                    |                    |        | |                             |                           |
| | 12 |         | Ratnasiri Vickremanajake රත්නසිරි වික්‍රමනායක ரத்னசிறி விக்கிரமநாயக்க (1933–2016) Kalutara                             | 10. srpna 2000     | 7. prosince 2001   | 2000   | žádné | Strana svobody na Srí Lance | Kumaratunga               |
| Vickremanayake převzal úřad předsedy vlády po rezignaci Sirimavi Bandaranaikeové. |    |         | |                    |                    |        | |                             |                           |
| | 10 |         | Ranil Vikremesinghe රනිල් වික්‍රමසිංහ ரணில் விக்ரமசிங்க (1949–) Colombo                                              | 9. prosince 2001   | 6. dubna 2004      | 2001   | žádné | Sjednocená národní strana   | Kumaratunga               |
| Vikremesingheho funkční období skončilo předčasně, když prezident Čandrika Kumaratungaová odvolal svou vládu a v roce 2004 vyzval ke všeobecným volbám. |    |         | |                    |                    |        | |                             |                           |
| | 13 |         | Mahinda Radžapaksa මහින්ද රාජපක්ෂ மகிந்த ராசபக்ச (1945–) Hambantota                                            | 6. dubna 2004      | 19. listopadu 2005 | 2004   | Ministr silnic                                                                                             | Strana svobody na Srí Lance | Kumaratunga               |
| Jmenován předsedou vlády kabinetu, který byl vytvořen po volbách po odvolání Vikremesingheho vlády prezidentkou Čandrikou Kumaratungou. V roce 2005 vyhrál prezidentské volby a ujal se prezidentského úřadu. |    |         | |                    |                    |        | |                             |                           |
| | 12 |         | Ratnasiri Vickremanajake රත්නසිරි වික්‍රමනායක ரத்னசிறி விக்கிரமநாயக்க (1933–2016) Národní list                         | 19. listopadu 2005 | 21. dubna 2010     | –      | žádné | Strana svobody na Srí Lance | Radžapaksa                |
| Jmenován premiérem, když Radžapaksa převzal prezidentský úřad. |    |         | |                    |                    |        | |                             |                           |
| | 14 |         | Dissanajaka Mudijanselage Džajaratne දිසානායක මුදියන්සේලාගේ ජයරත්න திசாநாயக்க முதியன்சேலாகே ஜயரத்ன (1931–2019) Národní list | 21. dubna 2010     | 9. ledna 2015      | 2010   | Ministr Buddhasasana a náboženských záležitostí                                                            | Strana svobody na Srí Lance | Radžapaksa                |
| Předsedou vlády byl jmenován po parlamentních volbách konaných v dubnu 2010, které vyhrála úřadující Strana svobody. |    |         | |                    |                    |        | |                             |                           |
| | 10 |         | Ranil Vikremesinghe රනිල් වික්‍රමසිංහ ரணில் விக்ரமசிங்க (1949–) Colombo                                              | 9. ledna 2015      | 26. října 2018     | 2015   | Ministr národních politik a ekonomických záležitostí                                                       | Sjednocená národní strana   | Sirisena I.               |
| Sirisena II. | 10 |         | Ranil Vikremesinghe රනිල් වික්‍රමසිංහ ரணில் விக்ரமசிங்க (1949–) Colombo                                              | 9. ledna 2015      | 26. října 2018     | 2015   | Ministr národních politik a ekonomických záležitostí                                                       | Sjednocená národní strana   |                           |
| Předsedou vlády byl jmenován prezidentem Maithripalem Sirisenem po vítězství v prezidentských volbách v roce 2015 a v parlamentních volbách v roce 2015 byl znovu zvolen. Za jeho vlády začala ústavní krize. |    |         | |                    |                    |        | |                             |                           |
| | 13 |         | Mahinda Radžapaksa මහින්ද රාජපක්ෂ மகிந்த ராசபக்ச (1945–) Kurunegala (de facto)                                 | 26. října 2018     | 15. prosince 2018  | –      | Ministr financí a hospodářství                                                                             | Srí Lanská národní fronta   | Sirisena III.             |
| Jmenován Sirisenem po náhlém propuštění úřadujícího Vikremesingheho. Termín byl zpochybněn Vikremesinghem a Srí Lanka měla dva souběžné kandidáty na premiéra. Nepodařilo se provést většinové hlasování ve sněmovně. Následně rezignoval na úřad, aby připravil cestu pro Vikremesingheho. Nejvyšší soud Srí Lanky pozastavil výkon povinností. Premiér během ústavní krize. |    |         | |                    |                    |        | |                             |                           |
| | 10 |         | Ranil Vikremesinghe රනිල් වික්‍රමසිංහ ரணில் விக்ரமசிங்க (1949–) Colombo                                              | 16. prosince 2018  | 21. listopadu 2019 | –      | Ministr národních politik a ekonomických záležitostí                                                       | Sjednocená národní strana   | Sirisena IV.              |
| Obnoven jako předseda vlády po ústavní krizi. |    |         | |                    |                    |        | |                             |                           |
| | 13 |         | Mahinda Radžapaksa මහින්ද රාජපක්ෂ மகிந்த ராசபக்ச (1945–) Kurunegala                                            | 21. listopadu 2019 | 9. května 2022     | 2020   | Ministr financí Ministr pro rozvoj měst a bydlení Ministr Buddha Sasana, náboženské a kulturní záležitosti | Srí Lanská národní fronta   | Gotabaja Radžapaksa I.    |
| Gotabaja Radžapaksa II. | 13 |         | Mahinda Radžapaksa මහින්ද රාජපක්ෂ மகிந்த ராசபக்ச (1945–) Kurunegala                                            | 21. listopadu 2019 | 9. května 2022     | 2020   | Ministr financí Ministr pro rozvoj měst a bydlení Ministr Buddha Sasana, náboženské a kulturní záležitosti | Srí Lanská národní fronta   |                           |
| Gotabaja Radžapaksa III. | 13 |         | Mahinda Radžapaksa මහින්ද රාජපක්ෂ மகிந்த ராசபக்ச (1945–) Kurunegala                                            | 21. listopadu 2019 | 9. května 2022     | 2020   | Ministr financí Ministr pro rozvoj měst a bydlení Ministr Buddha Sasana, náboženské a kulturní záležitosti | Srí Lanská národní fronta   |                           |
| Jmenován Gotabajem Radžapaksou po rezignaci Ranila Vikremesingheho po prezidentských volbách na Srí Lance v roce 2019 a byl znovu jmenován po parlamentních volbách na Srí Lance v roce 2020. Většinu jeho funkčního období sužovaly velké hospodářské a politické krize. Rezignoval uprostřed protestů na Srí Lance v roce 2022.                                             |    |         | |                    |                    |        | |                             |                           |
| | 10 |         | Ranil Vikremesinghe රනිල් වික්‍රමසිංහ ரணில் விக்ரமசிங்க (1949–) Národní list                                         | 12. května 2022    | 20. července 2022  | –      | Ministr financí                                                                                            | Sjednocená národní strana   | Gotabaja Radžapaksa IV.   |
| Jmenován Gotabajem Radžapaksou po rezignaci Mahindy Radžapaksy uprostřed politické krize na Srí Lance v roce 2022. Dne 13. července 2022 se stal úřadujícím prezidentem republiky, když Gotabaja Radžapaksa uprchl ze země uprostřed protestů a o týden později byl přímo zvolen prezidentem.                                                                                 |    |         | |                    |                    |        | |                             |                           |
| | 15 |         | Dineš Gunavardena දිනේෂ් ගුණවර්ධන தினேஷ் குணவர்தன (1949–) Colombo                                                | 22. července 2022  | úřadující          | –      | Ministr pro veřejnou správu, vnitřní věci, provinční rady a místní samosprávu                              | Sjednocená lidová fronta    | Vikremesinghe             |
| Jmenován Ranilem Vikremesinghem. |    |         | |                    |                    |        | |                             |                           |